# 郑邦山
郑邦山（1962年3月—），中华人民共和国政治人物，山西孝义人。1984年7月入党，1985年7月参加工作，郑州粮食学院本科学历，清华大学公共管理硕士学位。曾任河南省教育厅厅长。

## 简历
长期在郑州粮食学院工作，曾任郑州粮食学院以及后来更名的郑州工程学院的党委副书记；后任河南大学党委副书记；2007年8月任安阳师范学院党委书记；2015年1月任河南师范大学党委书记。
2016年12月，任中共河南省委高校工委专职副书记，河南省教育厅党组副书记（正厅级）。
2018年11月至2021年9月，任河南省教育厅厅长、党组书记。